# Avenue Joseph-Jean Gossiaux
L'avenue Joseph-Jean Gossiaux est une rue bruxelloise de la commune d'Auderghem qui prolonge l'avenue Jules Vandeleene jusqu'à la rue Maurice Charlent sur une longueur de 96 mètres.

## Historique et description
La rue fut aménagée en 1955.
En avril 1955, le conseil baptisa cette rue du nom d'une victime civile de la Seconde Guerre mondiale.
- Premier permis de bâtir délivré le 25 mai 1955 pour les nos 3 et 5.